# Граф, Милан
Милан Граф (хорв. Milan Graf; 24 июня 1892, Копривница — 2 ноября 1975, Загреб) — хорватский скрипач, футболист и спортивный журналист.
Окончил юридическое отделение философского факультета Загребского университета, затем Венскую консерваторию (1917). Один из основателей и в 1919—1943 гг. бессменная вторая скрипка Загребского квартета. Преподавал в Загребской музыкальной академии.
Помимо занятий музыкой в молодости был также футболистом-любителем: играл в Студенческом футбольном клубе «Копривницы» (ныне клуб «Славен Белупо»), затем в венском клубе «Рапид». Во время учёбы в Вене также приобрёл опыт футбольного арбитра и по возвращении в Загреб стал основателем первого хорватского объединения футбольных судей. С 1914 по 1919 год был президентом Футбольного союза Хорватии.
Основатель и главный редактор еженедельника «Športske novine» (1919—1929).